# Alcalde de El Pital
El alcalde de El Pital es la máxima autoridad administrativa y política del Municipio de El Pital (Huila). Es elegido por votación popular, con el sistema de mayoría simple, para un periodo de cuatro años. 
El actual alcalde de la ciudad es Dagoberto Tovar Narváez quien inició su período el día 1 de enero de 2004. 
Su gobierno termina el 31 de diciembre de 2007.
El cargo durante la historia de la ciudad ha tenido una gran cantidad de modificaciones, en su denominación y en sus características, las cuales se consignan aquí, junto al listado de las personas que lo han ejercido.

## Alcaldes de El Pital
- 1988-1990, Gilberto Luis Castillo Andrade
- 1990-1992, José Eustacio Rivera Cuellar
- 1992-1994, Héctor Falla Puentes
- 1995-1997, Juan Marino Castillo Andrade
- 1998-2000, Arnulfo Trujillo Díaz
- 2001-2003, Hugo Ferney Casanova Nipí
- 2004-2007, Dagoberto Tovar Narváez
- 2008-2011, Hugo Ferney Casanova Nipi
- 2012-2015, Omar Gaitán Pascuas
- 2016-2019, Emilio Leiva
- 2020 - 2023 Hugo Ferney Casanova Nipi
- 2024 - 2027 Paula Andrea Roso casanova

- Datos: Q5663918